# マイン＝ラーン線
マイン＝ラーン線（マイン＝ラーンせん、ドイツ語: Main-Lahn-Bahn）は、リムブルグ鉄道（Limburger Bahn）とも呼ばれて、ドイツの複線の電化された主要鉄道路線である。この路線の長さは66.5 kmで、フランクフルト中央駅とリムブルグ近郊であるエシュホーフェンを結ぶ。

## 沿線概況
フランクフルト - ニーデルンハウゼン区間ではライン＝マインSバーン列車がS2として走行している。フランクフルト中央駅 - フランクフルト・ヘーヒストまで、S1系統もS2系統も運行されている。ニーデルンハウゼン駅の寸前にレントヒェス線がこの路線と合流する。
ニーデルンハウゼンからエシュホーフェンまで、列車はアウトバーン3号及びケルン - ライン＝マイン高速線と平行に走行する。 エシュホーフェン駅でこの路線はラーン谷線と合流して、列車は続いてリムブルクへ向かう。

## 歴史

### ヘッセン・ルートヴィヒ鉄道
1850年以来、マイン川とラーン川の間におけるタウヌス山地を貫通する、中間の鉄道路線が検討されていた。しかし、建設は1872年3月にプロイセンの法律によりようやく開始された。建設許可はヘッセン・ルートヴィヒ鉄道（Hessische Ludwigsbahn、HLB）に与えられた。鉄道建設はエシュホーフェンから始まり、完成した各区間は当初、主に建設資材を工事区間へ運搬するために使用された。
エシュホーフェン - ニーダーゼルタース区間は最初の運行区間として、1875年2月1日に開通された。全体の区間は1877年10月15日に完工された。ニーデルンハウゼン駅からヴィースバーデン中央駅方面の路線が、1879年7月1日に開通された。
1911年から1913年の間に、単線は複線に変換された。

### ドイツ連邦鉄道時代
1971年、フランクフルト・ヘーヒスト - ニーダーンハウゼン区間で、電車線がSバーンの導入準備の一環として設備された。1986年にはニーデルンハウゼン - リムブルグ区間で電気運転が実現された。
蒸気機関車の運行は1972年に終了した。1978年にフランクフルト中央駅とニーデルンハウゼン駅の間にSバーン路線が開設された。

### ドイツ鉄道時代

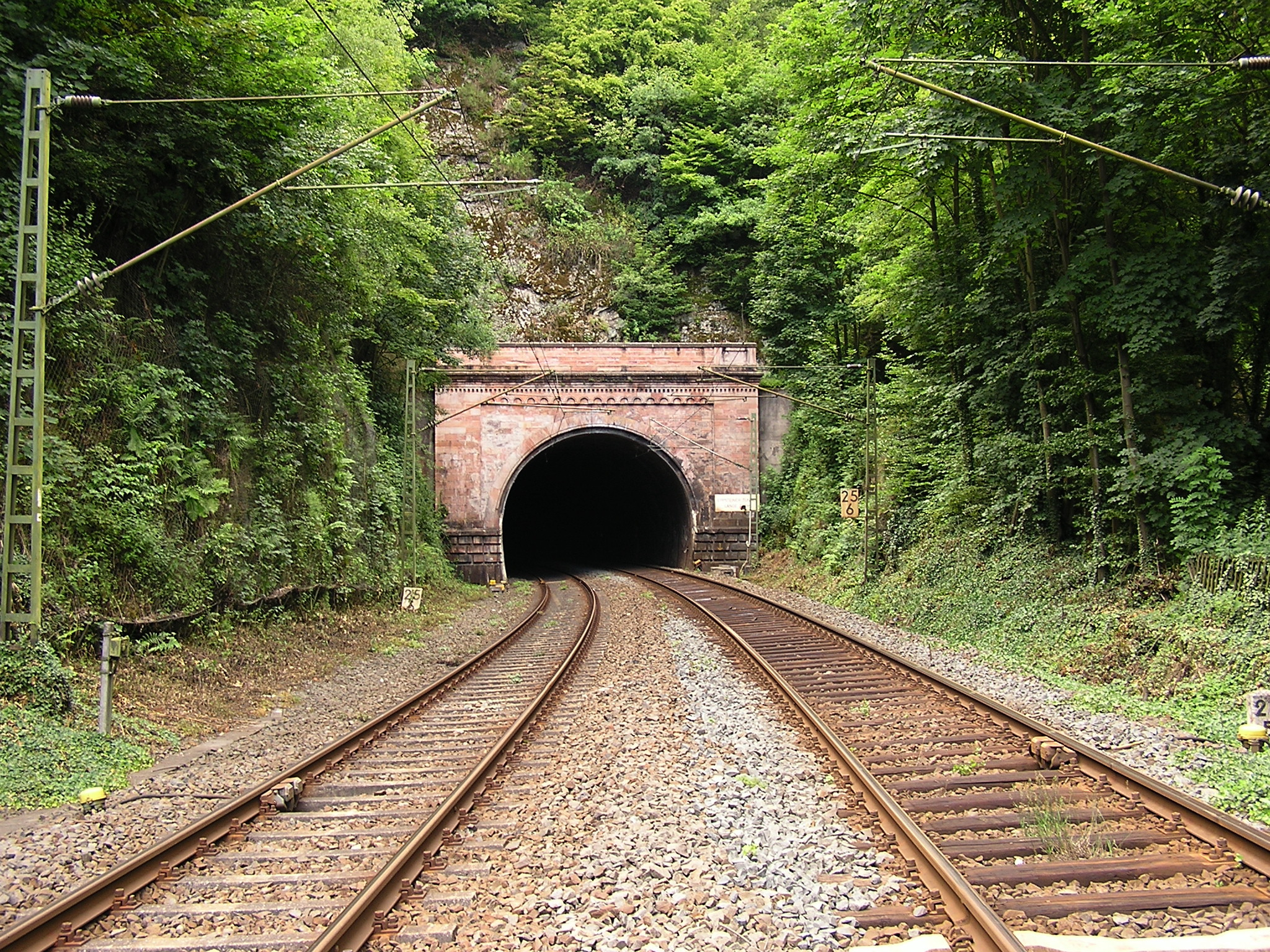
古いエップスタイン・トンネルの入り口

2009年以降、エップスタインのトンネルは新しいトンネルに置き換えられました。古いトンネルの緊急に改修するのは必要で、Sバーンの完全な運用の場合、改修は何年が経っても列車運行の妨げとなるためであった。さらに、新しいトンネルの建設が長期的により経済的となったと見なされた。トンネル内の新しいコンクリートライニングは、2つの線路が使用できないほどに断面を縮小して、そのゆえに新しいトンネルは反対方向の線路用に建設されねばならなかった。 2013年イースターの時に、この路線は新しいトンネルと共に移設され、その後、古いトンネルは埋められた。
トンネル建設に関連して、エップスタイン駅の線路は移設されて、プラットホームは改築された。文化財として指定された旧駅舎は、2007年に再改装され、現在は売店や食堂として使用されている。しかし文化財に登録された貨物上屋は取り壊された。

## 運行形態

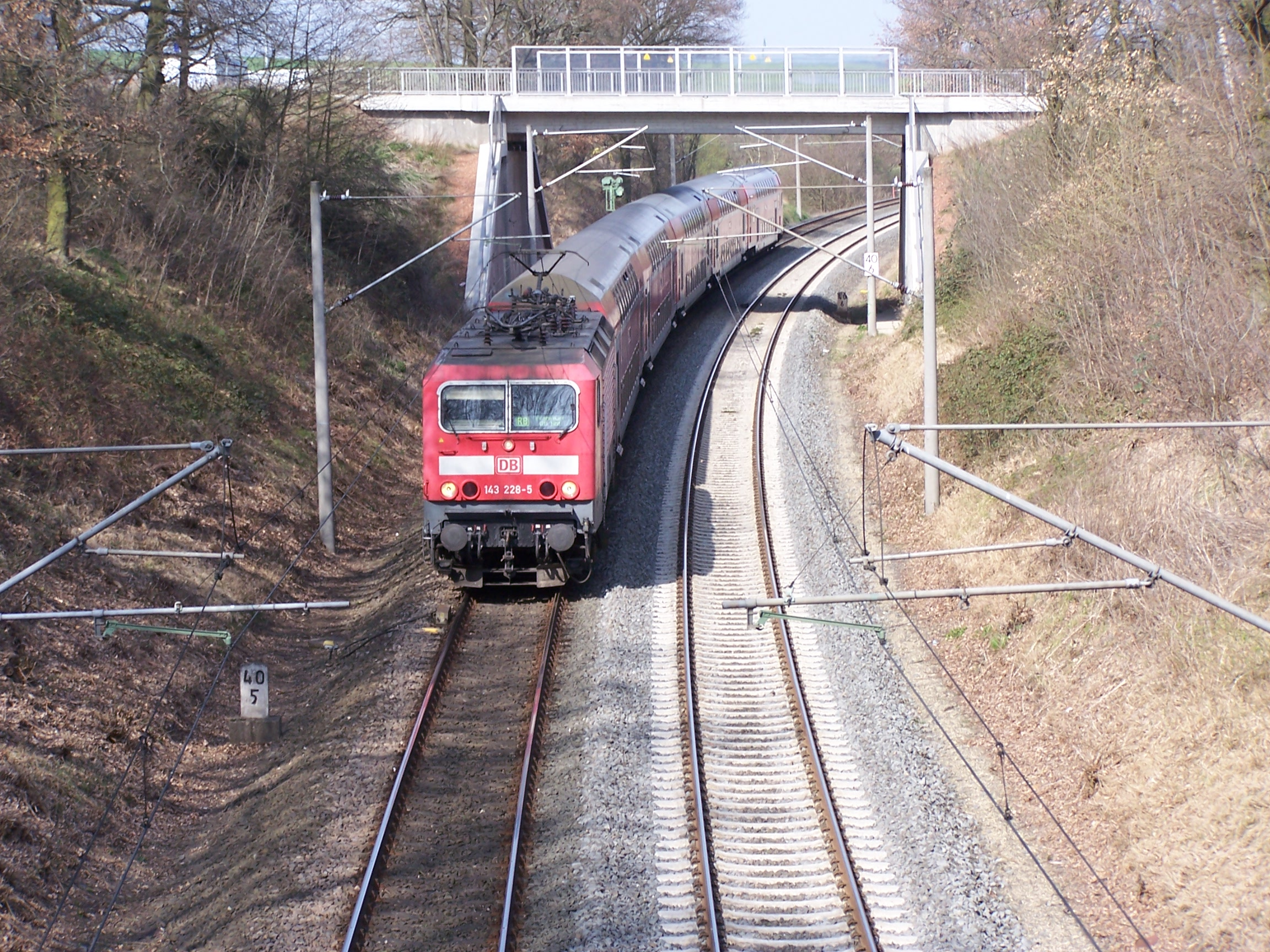
バーンスタイン区間を走行する普通列車
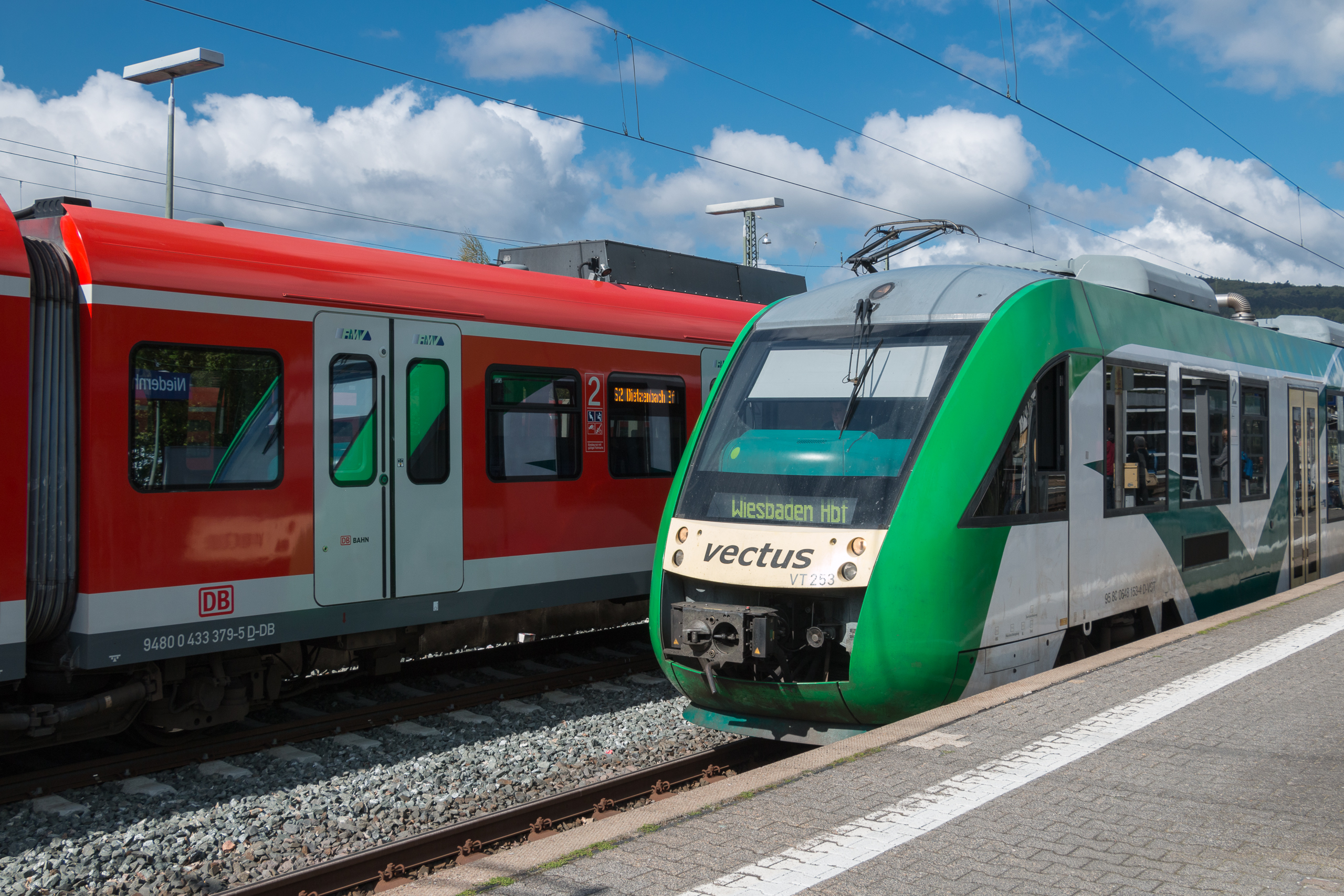
ニーデルンハウゼン駅で停車するヴェクトゥス交通所属のリント41。ヴェクトゥス交通はHLBの子会社であったが、現在HLBにより合併されている。

この路線はライン＝マイン運輸連合（Verkehrsverbund Rhein-Main, RMV）の運賃システムで管理されている。
- 快速列車（RE 20）: フランクフルト - へーヒスト - ホーフハイム - ニーデルンハウゼン - イトシュタイン - ヴォェルスドルフ - バート・カムベルク - ニーダーブレヒェン - エシュホーフェン - リムブルク。ラッシュ時のみ運行。使用車両はDB143形機関車と二階建客車のプッシュプル列車。
- 普通列車（RB 21）: ヴィースバーデン - ニーデルンハウゼン - イトシュタイン - ヴォェルスドルフ - バート・カムベルク - ニーダーブレヒェン - エシュホーフェン - リムブルク。120分間隔（日曜日・休日のみ）[5]。ヘッセン地方鉄道（Hessische Landesbahn, HLB）所属。使用車両はデジロクラシック、GTW一世代、リント41。
- 普通列車（RB 22）: フランクフルト - へーヒスト - ホーフハイム - ニーデルンハウゼン - イトシュタイン - ヴォェルスドルフ - バート・カムベルク - ニーダーブレヒェン - エシュホーフェン - リムブルク。60分間隔。使用車両はRE20と同じ。
- Sバーン（）: ニーデルンハウゼン - エプスタイン - ロースバッハ - ホーフハイム - ヘーヒスト染料工場 - ヘーヒスト - グリースハイム - フランクフルト - オストエント街 - オッフェンバッハ東 - オッフェンバッハ・ビーバー - ディーツェンバッハ。15分/30分間隔運行。使用車両はDB423形電車。